# Stadion Dziesięciolecia

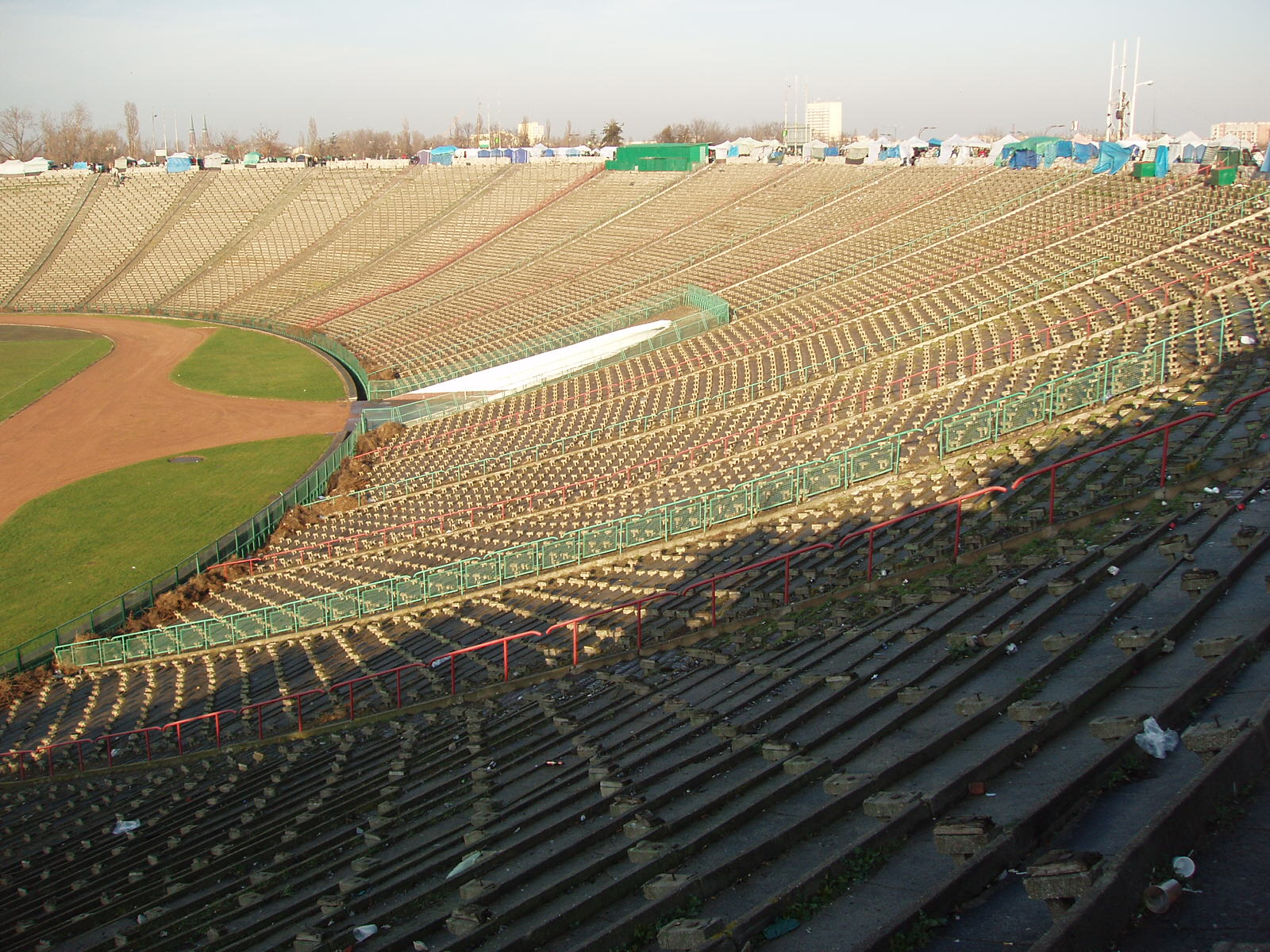
Die weitläufigen Tribünen im Stadion (Dezember 2006)

Das Stadion Dziesięciolecia (deutsch Stadion des 10. Jahrestages, voller Name: Stadion Dziesięciolecia Manifestu Lipcowego, deutsch Stadion des 10. Jahrestages des Juli-Manifestes, kurz Stadion X-lecia) war ein Fußballstadion mit Leichtathletikanlage im Stadtteil Praga der polnischen Hauptstadt Warschau, das am Weichsel-Ufer errichtet wurde.

## Geschichte
Im Jahr 1953 fand ein Architektur-Wettbewerb des Verbandes der polnischen Architekten für den Bau eines Olympiastadions in Warschau statt, den die Architekten Jerzy Hryniewiecki, Zbigniew Ihnatowicz und Jerzy Sołtan gewannen. Im August 1954 wurde mit den Bauarbeiten begonnen. Das Stadion wurde größtenteils aus dem Bauschutt der zerstörten Häuser des Warschauer Aufstandes errichtet. Sein Name geht auf das Manifest des „Polnischen Komitees der nationalen Befreiung“ am 22. Juli 1944 zurück. 

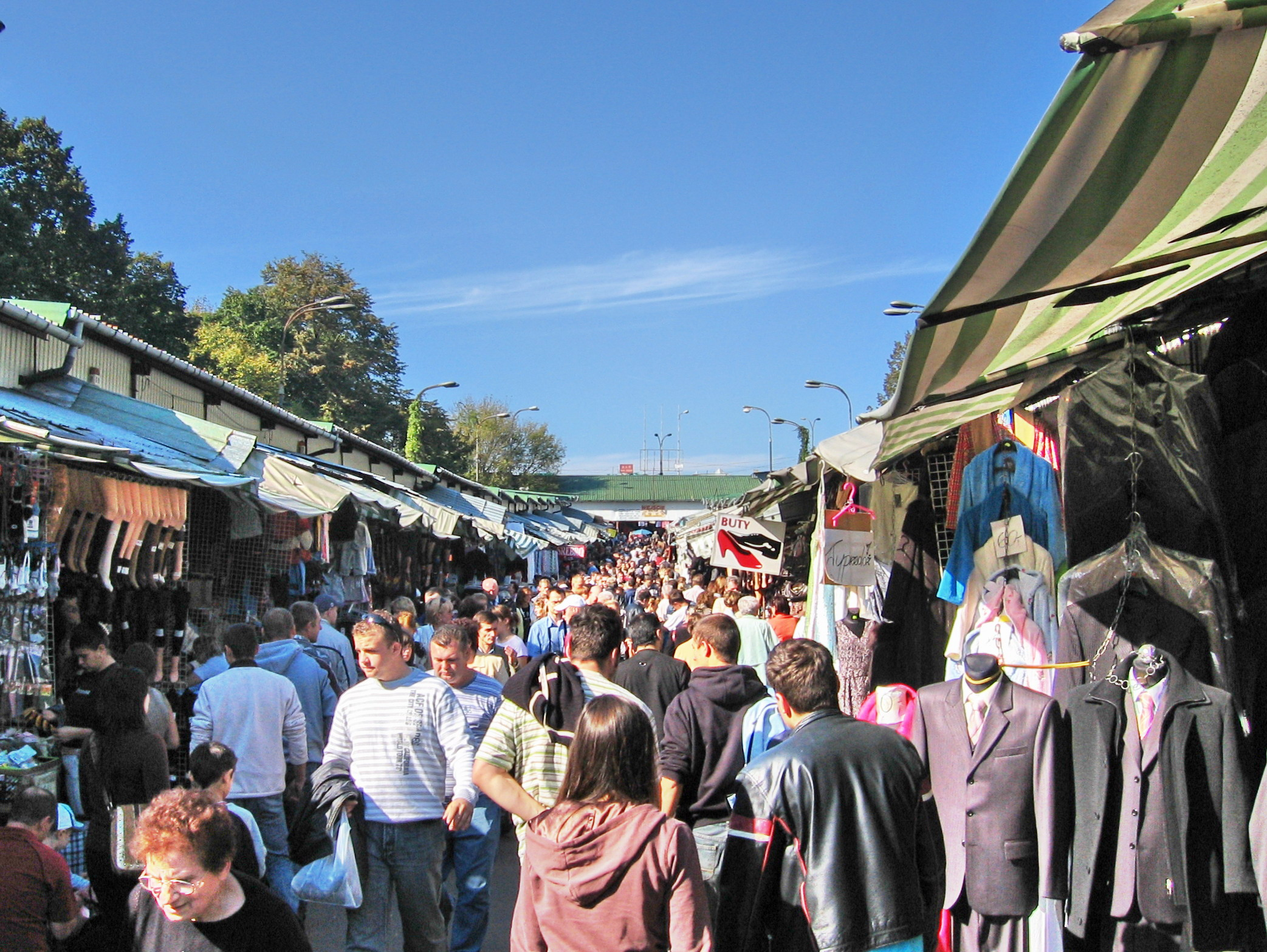
Letzter Tag des Jarmark Europa

Die Veranstaltungsstätte gehörte dem Staat und wurde auch für Partei-Kundgebungen und Feierlichkeiten genutzt. Bei einer offiziellen Kapazität von 71.008 Plätzen versammelten sich bis zu 100.000 Zuschauer in dem weiten Rund. Der Bau war mit Holz-Sitzbänken ausgestattet. Die Tribünen waren nicht überdacht; es hatte keine Flutlichtanlage. Um das Spielfeld verlief eine 400-Meter-Aschenbahn für die Leichtathletikwettbewerbe.
Nach elf Monaten Bauzeit wurde das Stadion Am 22. Juli 1955 eingeweiht. Dabei traf eine Mannschaft aus Warschau auf ein Team aus Stalinogród (heute Kattowitz) aufeinander. Die Gäste gewannen das Spiel mit 2:1 Toren. Die Umkleidekabinen waren so weit vom Spielfeld entfernt, dass Halbzeitpausen im Fußball bis auf eine halbe Stunde verlängert werden mussten.
Anfang der 1980er Jahre war das Stadion renovierungsbedürftig und nicht mehr auf dem Stand der Zeit. Es fehlte aber das Geld und so verfiel das Stadion immer mehr und wurde nicht mehr genutzt. 
Nach dem Zusammenbruch des Sozialismus verpachtete im Jahr 1989 die Stadt Warschau das Stadion an die Handelsgesellschaft Damis, die auf dem Gelände den Jarmark Europa errichtete. Auf einem der größten Basare Osteuropas wurde fast alles gehandelt, von z. B. Lebensmitteln, Kleidung, geschmuggelten Zigaretten, gefälschten Markenwaren und raubkopierten Musik-CDs bis hin zu Waffen, Munition und Drogen. Im Jahr 2001 sollen nach Angaben des zentralen Ermittlungsinstituts der Polizei (CBS) rund 12 Milliarden Złoty umgesetzt worden sein. Die Stadt Warschau profitierte davon, indem sie Einnahmen in Höhe von etwa 200 Millionen Złoty erzielte.
Mit Beginn der Abbrucharbeiten im Oktober 2008 musste der Großteil des Marktes geräumt werden. Im Jahr 2010 zog der Markt innerhalb der Stadt nach Marywilska um.

## Veranstaltungen
Die Sportstätte war der Hauptspielort der polnischen Fußballnationalmannschaft sowie auch einer der Austragungsorte des polnischen Pokalfinales. Das Stadion war mehrmals Zielort der Internationalen Friedensfahrt. Des Weiteren fanden u. a. Leichtathletik-Wettbewerbe, Konzerte und Veranstaltungen der Polnischen Vereinigten Arbeiterpartei (PZPR) statt. Gelegentlich nutzten die Warschauer Fußballmannschaften Gwardia, Legia und Polonia das Stadion zu Spielen. Am 17. Juli 1983 feierte Johannes Paul II. im Stadion vor etwa 100.000 Besuchern eine Papstmesse. Kurz vor dem Abriss fand am 6. September 2008 die Motocross-Veranstaltung Red Bull X-Fighters statt. Mit Hilfe von 15.000 Tonnen Erde wurde eine Strecke von 500 Meter hergerichtet. Nach der Motocross-Veranstaltung begann im September 2008 der Abriss, um für das neue Stadion Narodowy in Warschau, Spielort der Fußball-Europameisterschaft 2012, Platz zu machen.

## Ryszard Siwiec

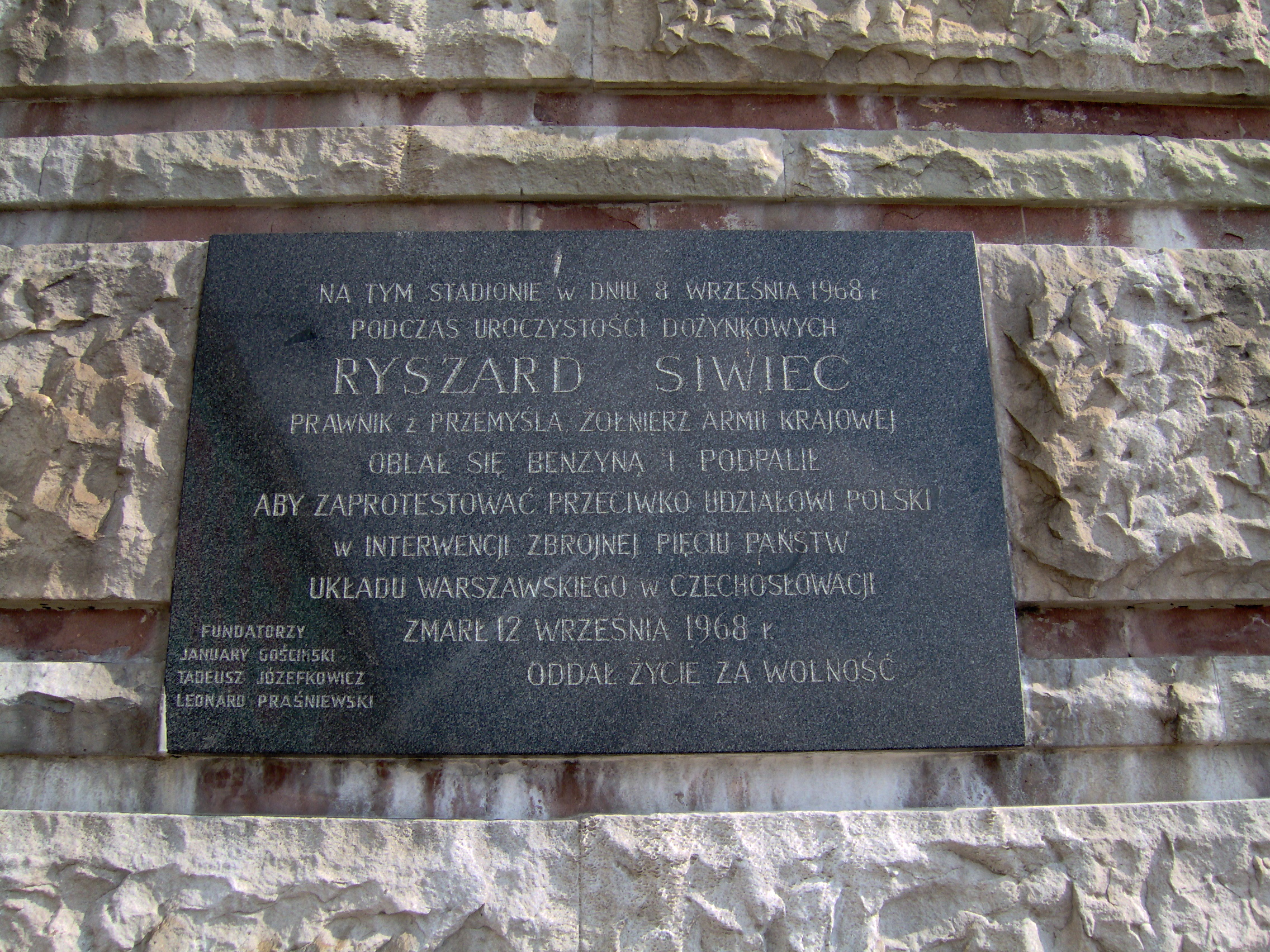
Gedenkplakette für Ryszard Siwiec

Am 8. September 1968 fanden im Stadion Dziesięciolecia die Feierlichkeiten zum Erntedankfest statt. Im Stadion waren rund 100.000 Menschen versammelt; darunter auch führende Parteimitglieder der PZPR wie Władysław Gomułka und Diplomaten aus dem Ausland waren vor Ort. Zu der Veranstaltung war auch der polnische Philosoph, Buchhalter und ehemalige Soldat der polnischen Heimatarmee Ryszard Siwiec gekommen. Während einer Tanzvorführung verschiedener Jugendgruppen übergoss sich Siwiec auf der Tribüne mit Benzin und entzündete sich selbst. Umstehende Stadionbesucher und Feuerwehrleute versuchten mit Kleidungsstücken die Flammen auszuschlagen, aber Ryszard Siwiec wehrte diese Versuche ab und stieß die Helfer weg. Dabei rief er: Ich protestiere.
Nachdem das Feuer gelöscht werden konnte, brachte man ihn in ein nahegelegenes Krankenhaus. Vier Tage später am 12. September verstarb Ryszard Siwiec an den Folgen der schweren Verbrennungen. Siwiec wollte mit der Selbstverbrennung gegen den Einmarsch des Warschauer Paktes in die Tschechoslowakei während des Prager Frühlings sowie gegen das sozialistische Regime in Polen protestieren.
Am Stadion war eine Plakette in Gedenken an Ryszard Siwiec angebracht.
Auf ihr stand:

„In diesem Stadion, während des Erntedankfestes am 8. September 1968, übergoss sich Ryszard Siwiec, Buchhalter aus Przemyśl und Soldat der Heimatarmee, mit Benzin und zündete sich aus Protest gegen die Beteiligung Polens am Einmarsch des Warschauer Paktes in die Tschechoslowakei an. Er starb am 12. September 1968. Er gab sein Leben für die Freiheit.“